# 아르툠 레브로프
아르툠 겐나디예비치 레브로프(러시아어: Артём Геннадьевич Ребров, 1984년 3월 4일 ~, 모스크바)는 러시아의 전 축구 선수이다. 현역 시절 포지션은 골키퍼였다.